# Walter Thomas White
Walter Thomas White, známý spíše jako Tom White (29. října 1947, Baton Rouge, Louisiana – 17. dubna 2012, Bartlesville, Oklahoma) byl americký křesťan angažující se ve prospěch křesťanů pronásledovaných na světě pro svou víru.
Více než 30 let pracoval pro organizaci Voice of Martyrs (Hlas mučeníků), založenou Richardem Wurmbrandem, z toho byl více než 20 let jejím výkonným ředitelem. V letech 1979–1980 byl vězněn na Kubě.
V češtině vyšla jeho kniha Akce Kuba.